# Mustang!
Pour les articles homonymes, voir Mustang.
 (février 2024).
Si vous disposez d'ouvrages ou d'articles de référence ou si vous connaissez des sites web de qualité traitant du thème abordé ici, merci de compléter l'article en donnant les références utiles à sa vérifiabilité et en les liant à la section « Notes et références ».
Albums de Dragon Ash
Public Garden
(1997) Buzz Songs
(1998)
Singles
1. Rainy Day And Day
Sortie : 22 octobre 1997

Mustang! (ムスタング) est le premier album studio du groupe de fusion japonais Dragon Ash, sorti le 21 novembre 1997 au Japon.

## Liste des titres
| No  | Titre                    | Durée |
| --- | ------------------------ | ----- |
| 1.  | One Way                  | 3:23  |
| 2.  | Rainy Day And Day        | 3:25  |
| 3.  | Cowboy Fuck!             | 5:09  |
| 4.  | Sleep                    | 4:28  |
| 5.  | Where Where Where        | 5:35  |
| 6.  | My Friend                | 5:39  |
| 7.  | N.J. Soul                | 2:44  |
| 8.  | Baby Girl Was Born       | 3:51  |
| 9.  | Siva (N.J. Mix)          | 4:06  |
| 10. | Generation Mind          | 4:56  |
| 11. | Sunday                   | 3:25  |
| 12. | Monkey Punch Monkey Kick | 3:28  |
| 13. | Maximum Of Life          | 4:37  |
| 14. | Fever                    | 5:44  |
| 15. | River                    | 6:18  |